# Société de l'amour de la sagesse

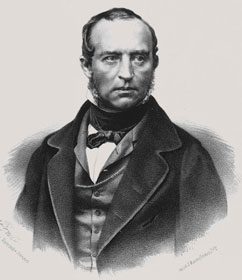
Vladimir Odoïevski, président de la Société des amants de la sagesse

La Société des amants de la sagesse ou de l'amour de la sagesse (Общество любомудрия, Obchtchestvo lioubomoudria) est un cercle philosophico-littéraire qui s'est réuni à Moscou entre 1823 et 1825. Parmi ses membres, l'on y trouve le prince Vladimir Odoïevski (président), Dmitri Vénévitinov (secrétaire), Ivan Kireïevski, Nikolaï Rojaline, Alexandre Kocheliov, Vladimir Titov, Stepan Chevyriov et Nikolaï Melgounov. Parfois d'autres littérateurs moscovites rejoignent les sessions. Les participants s'intéressaient surtout à la philosophie idéaliste allemande, étudiaient l'œuvre de Schelling, et aussi celle de Spinoza, de Kant, de Fichte et de la philosophie naturelle. Ses membres s'appelaient les amants de la sagesse.

## Historique

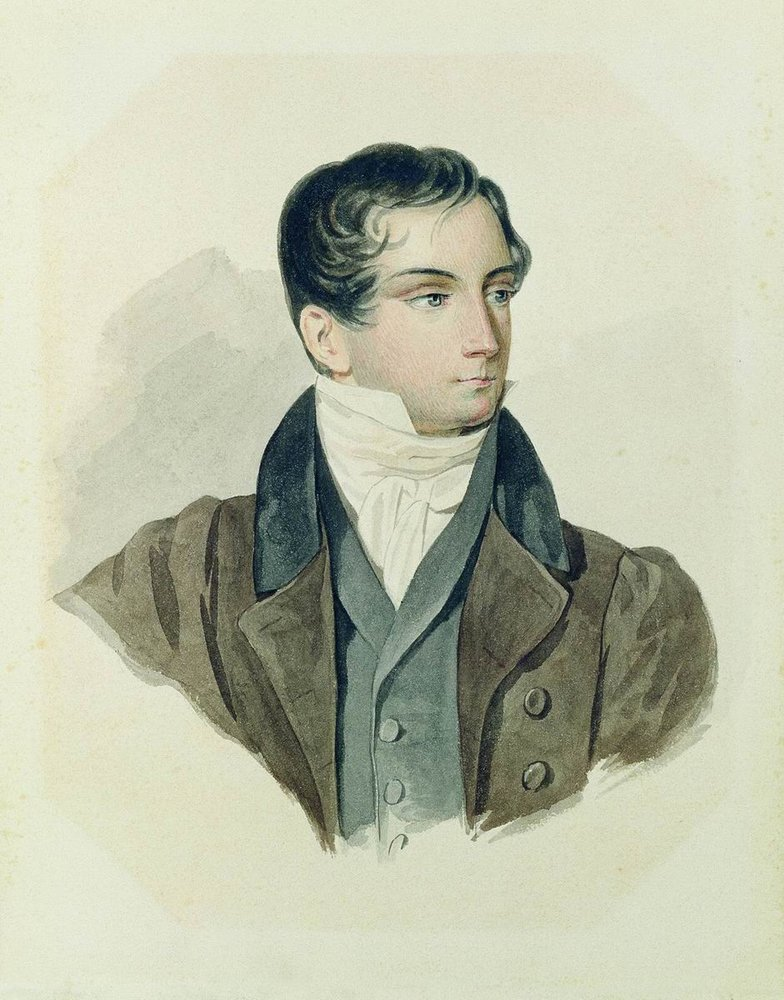
Dmitri Vénévitinov, secrétaire de la Société

C'est vers 1822 que le pédagogue et poète moscovite Semion Raïtch fonde la Société des amis, connue également comme « Cercle de Raïtch », qui réunit des étudiants et des professeurs de l'université de Moscou, de la pension noble ou du collège des conducteurs de colonne, ainsi que leurs collègues s'intéressant aux questions d'esthétique, de littérature et de théorie de l'art. Parmi ses membres, se trouvent Fiodor Tiouttchev, le prince Vladimir Odoïevski, Andreï Mouraviov, Dmitri Oznobichine, Mikhaïl Pogodine, Mikhaïl Dmitriev, Alexandre Pissarev, Vladimir Titov, Stepan Chevyriov, Alexeï Koubarev, Avraam Norov, Mikhaïl Maximovitch, etc. Alexeï Khomiakov se joint parfois à eux. La philosophie fait partie des thèmes étudiés par le cercle, mais ne demeure qu'à la périphérie. En 1823, le cercle donne naissance donc à la Société des amants de la sagesse qui met l'accent sur l'étude de la philosophie allemande, et s'intéresse surtout aux philosophes du courant idéaliste, tout en travaillant également d'autres philosophes occidentaux en se démarquant de la philosophie rationaliste du XVIIIe siècle, en particulier française.
Comme le rappelle Alexandre Kocheliov, la Société se réunit de manière secrète et l'on y lit et discute des dissertations de ses membres sans en parler en dehors. Ceux-ci considèrent que l'instruction chrétienne n'est nécessaire que pour les masses populaires, mais non pour les amants de la sagesse qui valorisent Spinoza dont ils placent les œuvres au-dessus de l'Évangile ou des écrits de l'ecclésiologie. La plupart de ces jeunes gens servent aux archives moscovites du Collège des Affaires étrangères, formant ce que Sergueï Sobolevski dénomma « les jeunes gens archivistes ». Les réunions se tiennent selon la règle dans l'appartement du prince Odoïevski au no 3 de la voie des gazettes (Gazetni péréoulok).
En étudiant Schelling, Fichte, Kant, etc. les amants de la sagesse développent les idées de la dialectique idéaliste dans la philosophie naturelle, la gnoséologie, l'esthétique ou la théorie sociale, tandis que le secrétaire de la Société, Vénévitinov, considère qu'il est obligatoire de jeter les bases d'une philosophie russe autonome. Il écrit ainsi: « la Russie trouvera sa raison d'être, son engagement dans un mode de vie à soi et sa liberté morale dans la philosophie. »
Dans le domaine de l'esthétique, les membres de la Société adhèrent au romantisme et s'opposent à l'empirisme et à la critique des goûts, en s'efforçant de fonder une théorie de l'art basée sur l'idéalisme philosophique. Ils n'approuvent pas non plus l'empirisme dans le domaine des sciences. L'article du professeur Pavlov publié par Odoïevski dans le quatrième numéro de Mnémosyne est représentatif de cette opinion. Intitulé Des manières d'investiguer la nature, il développe les principes de la dialectique idéaliste qui prouve conséquemment la prééminence de la méthode « spéculative » sur la méthode « empirique ».
Ensuite, afin que la société russe soit réceptive à ces nouvelles idées, les amants de la sagesse croient qu'il est essentiel de populariser leur philosophie par la littérature ou la poésie. Il est nécessaire selon eux de réformer la littérature dans leur représentation du syncrétisme de l'art et de la philosophie, ce que l'on retrouve dans l'œuvre lyrique de Vénévitinov par exemple. Il dépeint un héros romantique, poète méditatif, sage et prophétique. C'est en 1844 que le prince Odoïevski publie le premier roman russe philosophique intitulé Les Nuits russes. Stepan Chevyriov, quant à lui, se tourne vers la tradition vieillie de l'ode, avec ses archaïsmes et sa métrique complexe, car il a la volonté de retourner à la poésie de grand style qui nécessite du lecteur des efforts intellectuels.
Le prince Odoïevski édite à partir de 1823 un almanach philosophico-littéraire intitulé Mnémosyne, pour propager les idées de la Société, après avoir été rejoint pour cela par le futur décembriste Wilhelm Küchelbecker. Il s'agit alors selon Odoïevski « de répandre les nouvelles idées apparues en Allemagne, d'attirer l'attention des lecteurs russes sur des sujets peu connus en Russie, ou au moins de lancer des discussions à ce propos, de poser des limites à notre penchant pour les théoriciens français. » Cet almanach fait paraître quatre numéros entre 1824 et 1825. Une autre revue, Uranie, éditée par le jeune historien Mikhaïl Pogodine proche de la Société, publie des articles des membres.
Quelque temps avant le coup d'État de décembre 1825, dont beaucoup d'officiers insurgés comptaient parmi les amis ou les membres des familles des amants de la sagesse, ces derniers commencent à s'intéresser à la vie politique. Alors qu'ils avaient ignoré auparavant les penseurs français, ils les mettent désormais au centre de leurs préoccupations. Comme se souvient Kocheliov: « nous nous tournâmes avec une envie particulière vers les œuvres de Benjamin Constant, de Royer-Collard et d'autres écrivains politiques français, et la philosophie allemande s'effaça du premier plan pour un temps. »
La Société se réunit jusqu'à la fin de l'année 1825, date à laquelle il est décidé d'y mettre fin après la catastrophe de la place du Sénat. Même si l'événement avait saisi toute l'attention des membres de la Société, ceux-ci préfèrent cesser de se réunir par crainte de s'attirer les soupçons de la police. Vladimir Odoïevski réunit ses amis chez lui et brûle solennellement les archives et les protocoles de réunion dans la cheminée.
La Société n'a donc pas réussi à fonder un système philosophique achevé. Les conceptions philosophiques des amants de la sagesse sont indissolublement liées aux réflexions sur l'art, l'esthétique, la création littéraire. Leurs opinions philosophiques se retrouvent dans leur correspondance, leurs articles, et leur production artistique et alternent avec des jugements sur la science et la culture.

## Après la dissolution

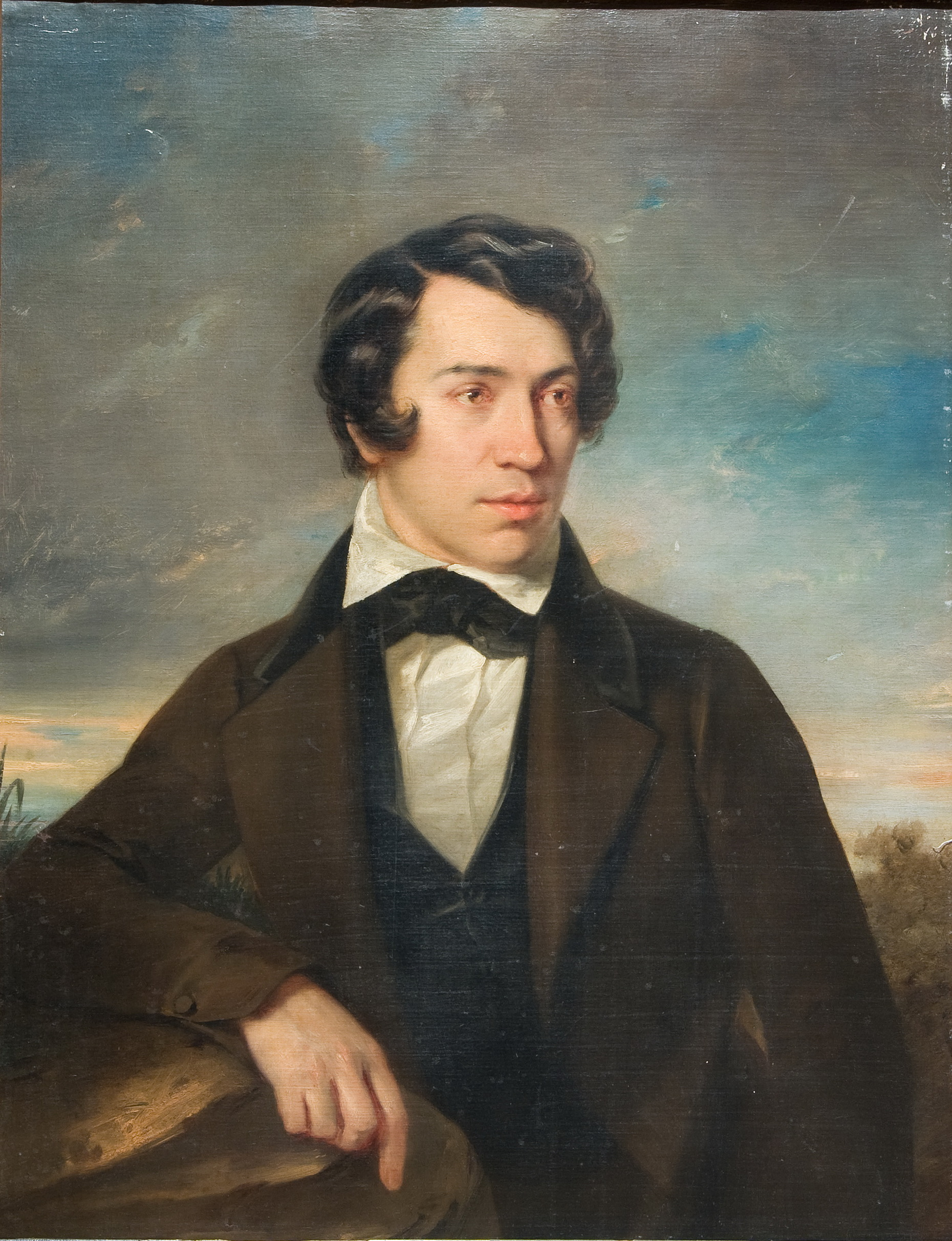
Autoportrait de Khomiakov

Après la dissolution formelle de la Société, ses membres ne cessent pas toutefois d'entretenir des liens entre eux. Plusieurs d'entre eux se font publier dans La Lyre du Nord éditée par Semion Raïtch en 1827, puis se regroupent autour de la revue de Pogodine Le Messager moscovite qui est soutenue par Pouchkine. Dmitri Vénévitinov meurt à l'âge de vingt-et-un ans en 1827. C'est sans doute le poète le plus doué issu de ce cercle. Quant à Odoïevski, il se détourne plus tard de l'idéalisme allemand et passe par des phases de respect et d'indifférence à l'égard du mysticisme, avant d'être attiré à la fin de sa vie par l'empirisme et le réalisme. Il reconnaît la valeur des sciences naturelles européennes et se rapproche de la métaphysique inductive d'un point de vue philosophique.
Beaucoup de jeunes gens de la Société de l'amour de la sagesse, armés par leurs lectures de Schelling de la manière de traiter de l'histoire comme science de la « connaissance de soi » de l'humanité, se sont naturellement tournés par la suite vers leurs racines. Ainsi Alexeï Khomiakov et Ivan Kireïevski sont devenus entre les années 1830 et les années 1850 des fondateurs et idéologues du slavophilisme qu'a rejoint également Kocheliov.

## Source
- (ru) Cet article est partiellement ou en totalité issu de l’article de Wikipédia en russe intitulé « Общество любомудрия » (voir la liste des auteurs).